# Termez
Termez (tiếng Uzbek: Termiz/Термиз; tiếng Tajik: Тирмиз; tiếng Ba Tư: ترمذ Termez, Tirmiz; tiếng Ả Rập: ترمذ Tirmidh; tiếng Nga: Термез; tiếng Hy Lạp cổ đại: Tàrmita, Thàrmis, Θέρμις) là một thành phố ở miền nam Uzbekistan, nằm gần biên giới với Afghanistan. Đây là điểm có nhiệt độ cao nhất Uzbekistan. Nó có dân số 140.404 người vào năm 2015, và là thủ phủ của tỉnh Surxondaryo.

## Lịch sử

### Thời cổ đại

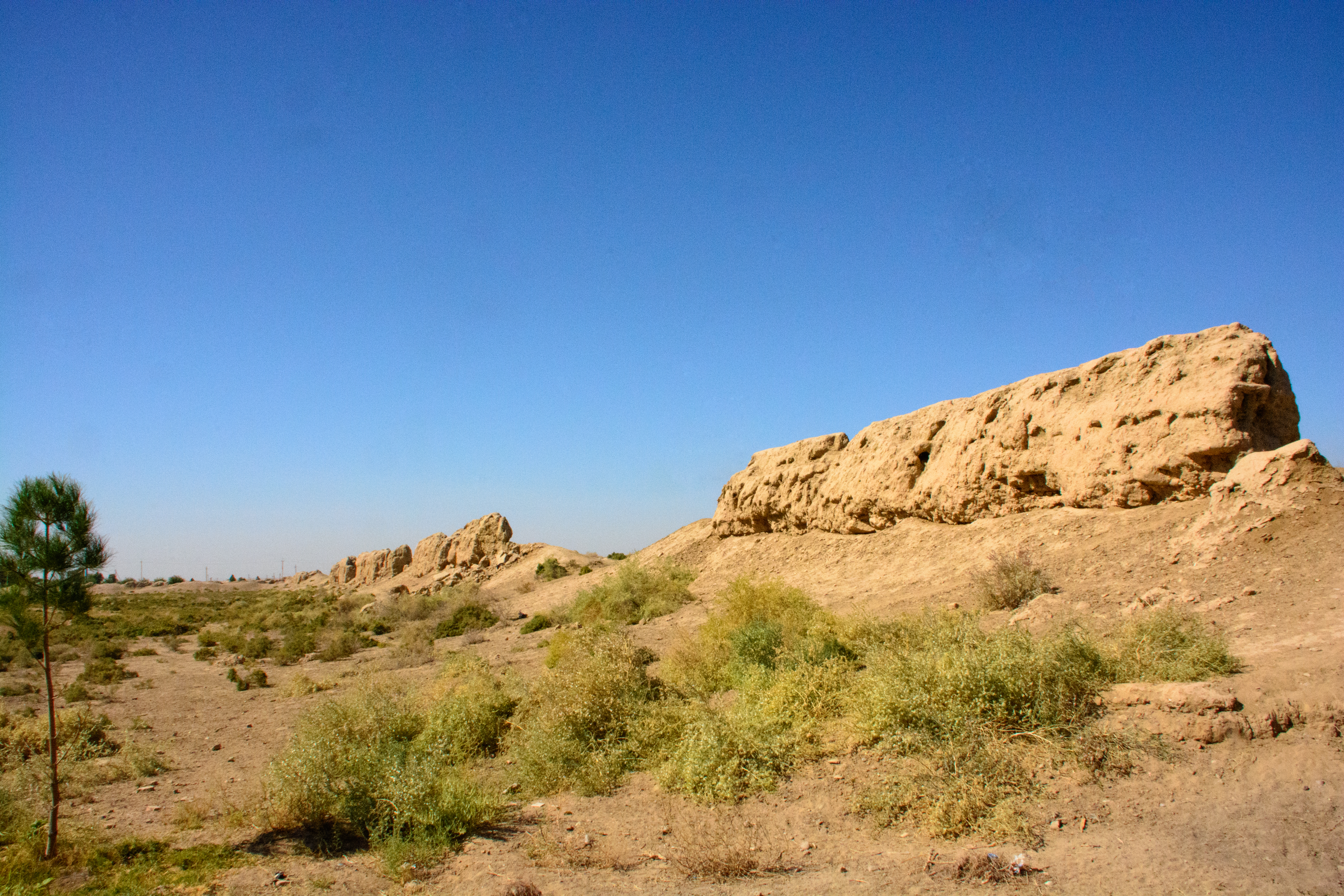
Các bức tường trong thành phố cổ Termez

Ngày thành lập thành phố cổ Termez, nằm cách thành phố hiện đại vài km về phía tây, không được biết rõ. Vào tháng 4 năm 2002 đã diễn ra lễ kỷ niệm 2.500 năm thành lập thành phố Termez.
Thành phố được Đế quốc Achaemenes biết đến vào thế kỷ thứ 6 trước Công nguyên. Năm 329 TCN, Alexandros Đại đế đã chinh phục Termez. Về sau Demetrius, người sáng lập Vương quốc Hy Lạp-Bactria đã đặt tên cho nó là Demetris. Khi là một phần của Đế quốc Kushan (thế kỷ 1 đến thế kỷ 3 TCN), thành phố được gọi là Ta-li-mi. Trong thời kỳ này, thành phố trở thành một trung tâm Phật giáo quan trọng.
Vào thế kỷ thứ 5 và thứ 6, thành phố được cai trị bởi người Hephthalite và người Sassanid.
Vào thế kỷ thứ 7, thành phố được cai trị bởi triều đại Termez shah bản địa. Đây là một chư hầu của Đột Quyết.
Năm 705, thành phố bị người Ả Rập chiếm đóng và trở thành một trong những trung tâm của đạo Hồi dưới thời các đế quốc Abbadid và Samanid. Vào giai đoạn này, đây là quê hương của những học giả quan trọng như Imam Al-Tirmidhi.
Từ thế kỷ 9 đến thế kỷ 12, Termez là một thành phố lớn và là trung tâm văn hóa, nổi tiếng về mua sắm và hàng thủ công. Khi đó, các bức tường pháo đài của thành phố dài 16 km với 9 cánh cổng. Trong thời kỳ này Termez là một phần của các đế quốc Ghaznavid, Seljuk và Karakhanid. Năm 1206, thành phố trở thành một phần của nhà nước Khorezm.
Năm 1220, sau một cuộc vây hãm kéo dài hai ngày, thành phố đã bị phá hủy bởi quân đội của Thành Cát Tư Hãn.
Ibn Battuta ghi chép rằng thành phố có "các tòa nhà, chợ đẹp, kênh đào và nhiều khu vườn."
Vào nửa sau của thế kỷ 13, đô thị Termez được khôi phục ở phía đông, trên hữu ngạn sông Surxondaryo. Vào thời gian này nó là một phần của nhà Timur, sau đó là nhà Shaybani. Đến nửa sau của thế kỷ 18 thành phố bị bỏ hoang. Những ngôi làng duy nhất có người sinh sống là Salavat và Pattakesar (Pattagissar) trong vùng lân cận của thành phố cổ.

### Đế quốc Nga và Liên Xô
Vào tháng 1 năm 1893, tiểu vương quốc Bukhara đã trao làng Pattakesar cho chính phủ Nga để xây dựng một pháo đài và đồn trú cùng với một công sự ở biên giới, nơi xây dựng cảng sông Amu Darya.
Năm 1928, khi là một phần của Liên bang Xô viết, Pattakesar được đổi tên và lấy tên cổ của thành phố là Termez. Năm 1929, làng được nâng lên cấp thành phố.
Trong những năm Xô Viết cai trị, các xí nghiệp công nghiệp đã được xây dựng và một Học viện Sư phạm và một nhà hát đã được mở ra.
Trong Chiến tranh Liên Xô-Afghanistan (1979–1989), Termez là một căn cứ quân sự quan trọng, một sân bay quân sự và một cây cầu đường sắt bắc qua Amu Darya ("Cầu Hữu nghị") đã được xây dựng.

### Sau khi giành độc lập
Năm 1992, Viện Sư phạm trong khu vực được nâng cấp thành Đại học Quốc gia Termez.
Sân bay quân sự ở Termez được không quân Đức sử dụng để trung chuyển hàng hóa đến Afghanistan.
Vào tháng 7 năm 2009, đã có quyết định thành lập một "ngã ba đường sắt khu vực Termez", đây sẽ là một trong những địa điểm chính trong kế hoạch vận chuyển các nguồn cung cấp phi sát thương của NATO tới Afghanistan. Việc quá cảnh sẽ đi qua Nga, Kazakhstan, Uzbekistan và Turkmenistan qua tuyến đường sắt Tashguzar-Boysun-Kumkurgan năm 2009.
Vào tháng 6 năm 2015, Thủ tướng Pakistan Nawaz Sharif tuyên bố xây dựng Đường cao tốc Gwadar-Termez, kết nối Uzbekistan qua mạng lưới đường bộ tới biển Ả Rập tại Cảng Gwadar ở Pakistan.

## Khí hậu
Termez có khí hậu sa mạc lạnh (BWk) với mùa hè rất nóng, dài và mùa đông ngắn, mát mẻ.
| Dữ liệu khí hậu của Termez (1981–2010) | Dữ liệu khí hậu của Termez (1981–2010) | Dữ liệu khí hậu của Termez (1981–2010) | Dữ liệu khí hậu của Termez (1981–2010) | Dữ liệu khí hậu của Termez (1981–2010) | Dữ liệu khí hậu của Termez (1981–2010) | Dữ liệu khí hậu của Termez (1981–2010) | Dữ liệu khí hậu của Termez (1981–2010) | Dữ liệu khí hậu của Termez (1981–2010) | Dữ liệu khí hậu của Termez (1981–2010) | Dữ liệu khí hậu của Termez (1981–2010) | Dữ liệu khí hậu của Termez (1981–2010) | Dữ liệu khí hậu của Termez (1981–2010) | Dữ liệu khí hậu của Termez (1981–2010) |
| Tháng | 1                                      | 2                                      | 3                                      | 4                                      | 5                                      | 6                                      | 7                                      | 8                                      | 9                                      | 10                                     | 11                                     | 12                                     | Năm                                    |
| --- | -------------------------------------- | -------------------------------------- | -------------------------------------- | -------------------------------------- | -------------------------------------- | -------------------------------------- | -------------------------------------- | -------------------------------------- | -------------------------------------- | -------------------------------------- | -------------------------------------- | -------------------------------------- | -------------------------------------- |
| Cao kỉ lục °C (°F) | 23.9 (75.0)                            | 30.1 (86.2)                            | 37.3 (99.1)                            | 38.7 (101.7)                           | 43.6 (110.5)                           | 46.5 (115.7)                           | 47.0 (116.6)                           | 46.3 (115.3)                           | 41.5 (106.7)                           | 37.5 (99.5)                            | 33.5 (92.3)                            | 26.7 (80.1)                            | 47.0 (116.6)                           |
| Trung bình ngày tối đa °C (°F) | 10.4 (50.7)                            | 13.2 (55.8)                            | 18.9 (66.0)                            | 26.6 (79.9)                            | 32.8 (91.0)                            | 38.0 (100.4)                           | 39.7 (103.5)                           | 38.0 (100.4)                           | 32.8 (91.0)                            | 25.8 (78.4)                            | 18.8 (65.8)                            | 12.1 (53.8)                            | 25.6 (78.1)                            |
| Trung bình ngày °C (°F) | 4.2 (39.6)                             | 6.7 (44.1)                             | 12.1 (53.8)                            | 18.9 (66.0)                            | 24.6 (76.3)                            | 29.1 (84.4)                            | 30.5 (86.9)                            | 28.4 (83.1)                            | 22.9 (73.2)                            | 16.5 (61.7)                            | 10.8 (51.4)                            | 5.7 (42.3)                             | 17.5 (63.5)                            |
| Tối thiểu trung bình ngày °C (°F) | −0.3 (31.5)                            | 1.6 (34.9)                             | 6.5 (43.7)                             | 12.1 (53.8)                            | 16.5 (61.7)                            | 19.9 (67.8)                            | 21.5 (70.7)                            | 19.4 (66.9)                            | 14.1 (57.4)                            | 8.8 (47.8)                             | 4.8 (40.6)                             | 1.0 (33.8)                             | 10.5 (50.9)                            |
| Thấp kỉ lục °C (°F) | −23.9 (−11.0)                          | −21.7 (−7.1)                           | −7.9 (17.8)                            | −2.0 (28.4)                            | −0.1 (31.8)                            | 11.4 (52.5)                            | 12.9 (55.2)                            | 9.3 (48.7)                             | 4.6 (40.3)                             | −4.2 (24.4)                            | −11.0 (12.2)                           | −18.4 (−1.1)                           | −21.7 (−7.1)                           |
| Lượng Giáng thủy trung bình mm (inches) | 24.3 (0.96)                            | 23.7 (0.93)                            | 36.4 (1.43)                            | 23.5 (0.93)                            | 9.5 (0.37)                             | 1.5 (0.06)                             | 0.2 (0.01)                             | 0.0 (0.0)                              | 0.5 (0.02)                             | 3.2 (0.13)                             | 11.1 (0.44)                            | 20.5 (0.81)                            | 154.4 (6.09)                           |
| Số ngày giáng thủy trung bình | 10                                     | 11                                     | 11                                     | 8                                      | 5                                      | 1                                      | 1                                      | 0                                      | 1                                      | 3                                      | 6                                      | 9                                      | 66                                     |
| Số ngày tuyết rơi trung bình | 4                                      | 3                                      | 1                                      | 0.03                                   | 0.1                                    | 0                                      | 0                                      | 0                                      | 0.03                                   | 0.1                                    | 1                                      | 3                                      | 12                                     |
| Độ ẩm tương đối trung bình (%) | 77                                     | 71                                     | 66                                     | 57                                     | 45                                     | 36                                     | 36                                     | 38                                     | 45                                     | 53                                     | 65                                     | 76                                     | 55                                     |
| Số giờ nắng trung bình tháng | 139.5                                  | 144.1                                  | 189.1                                  | 246.0                                  | 334.8                                  | 375.0                                  | 384.4                                  | 362.7                                  | 315.0                                  | 257.3                                  | 195.0                                  | 139.5                                  | 3.082,4                                |
| Số giờ nắng trung bình ngày | 4.5                                    | 5.1                                    | 6.1                                    | 8.2                                    | 10.8                                   | 12.5                                   | 12.4                                   | 11.7                                   | 10.5                                   | 8.3                                    | 6.5                                    | 4.5                                    | 8.4                                    |
| Nguồn 1: Trung tâm Khí tượng Thủy văn Uzbekistan |                                        |                                        |                                        |                                        |                                        |                                        |                                        |                                        |                                        |                                        |                                        |                                        |                                        |
| Nguồn 2: Pogoda.ru.net (nhiệt độ trung bình/độ ẩm/tuyết giai đoạn 1981–2010, nhiệt độ thấp kỷ lục và nhiệt độ cao kỷ lục), Deutscher Wetterdienst (1961–1990) |                                        |                                        |                                        |                                        |                                        |                                        |                                        |                                        |                                        |                                        |                                        |                                        |                                        |

## Nhân khẩu
Dân số của Termez vào năm 2005 là 140.404. Người Uzbek và người Tajik là những nhóm dân tộc lớn nhất.

## Giao thông
Con sông Amu Darya chia cắt hai quốc gia Uzbekistan và Afghanistan và Cầu Hữu nghị Afghanistan-Uzbekistan bắc qua sông này, đi từ Termez đến Hairatan ở Afghanistan. Termez có một sân bay, với các chuyến bay đến Tashkent và Moskva. Termez được kết nối với tuyến đường sắt Uzbekistan đến các thành phố khác của đất nước và Mazar-i-Sharif ở Afghanistan. Tàu Tashkent-Termez và Termez-Tashkent chạy hàng ngày. Ngoài ra, các chuyến tàu Dushanbe-Kanibadam và Kanibadam-Dushanbe cũng đi từ Termez.